# Infinitiv
În numeroase limbi, modul infinitiv este o formă a verbelor prin care se denumește acțiunea exprimată de acestea într-o manieră generală, în general fără a preciza timpul, numărul sau persoana.
Acolo unde există, infinitivul are în general cel puțin o parte din următoarele caracteristici:
- Nu se modifică după timp, număr și persoană, sau are o flexiune limitată față de alte moduri.
- Nu intră în relații de acord cu alte cuvinte din propoziție.
- În propoziție are rolul sintactic jucat de alte categorii de cuvinte, de obicei de substantive.
- Nu poate juca rolul de predicat în propoziție.
- Nu este însoțit de subiect.
- Participă la formarea altor moduri, împreună cu verbe auxiliare.

Aceste caracteristici nu pot însă fi folosite pentru a defini infinitivul, întrucât și alte forme verbale au aceleași proprietăți. Astfel infinitivul poate fi definit precis numai în cadrul fiecărei limbi în parte, dar nu și în general în toate limbile în care apare.

## În limba română
Infinitivul în limba română este un mod impersonal și în general nepredicativ (vezi mai jos Predicativitatea infinitivului). Exemple de verbe la forma de infinitiv: a spune, a lucra, a coborî.
În lucrările românești de gramatică, infinitivul este ales ca forma reprezentativă a verbelor și folosit pentru a vorbi despre acestea în modul cel mai general, atunci când nu interesează o formă particulară a verbului. Dicționarele explicative românești sau cele bilingve folosesc tot forma de infinitiv în cuvintele-titlu, adesea omițând particula a. Prin comparație, limba aromână nu are decât forme de infinitiv lung (cãntare, durnjire), iar verbele sunt date în cuvintele-titlu ale dicționarelor în forma de indicativ prezent, persoana I singular: lucredzu, cunoscu etc.

### Forme
Infinitivul românesc are două forme, numite în lucrările mai vechi „timpuri”. Una este forma propriu-zisă de infinitiv (de exemplu a veni), care poate fi numită „infinitiv nontemporal”, caracterizată prin lipsa valorilor temporale proprii și de asemenea prin lipsa de valori aspectuale; valorile de timp și de aspect sunt preluate din context. Cealaltă formă este infinitivul perfect (de exemplu a fi venit), caracterizat prin trăsătura timpului trecut și a anteriorității față de un reper; infinitivul perfect este rar și aparține registrului livresc. În general prin „infinitiv” se înțelege prima formă, în timp ce a doua este numită „infinitiv perfect” sau, în lucrări mai vechi, „infinitiv trecut”.
Infinitivul latinesc s-a păstrat în română sub forma infinitivului lung (de exemplu venire). Acesta este în general substantivizat, dar păstrează urme semantice ale acțiunii, numind rezultatul acesteia. Cu valoare verbală s-a conservat în registrul stilistic arhaic, dialectal și în registrul popular, folosit în formele inversate ale viitorului/ale condiționalului. Exemple:
Fire-ar să fie;
Ștefan-Vodă a început a-i batere până ce i-au trecut de Dunăre” (Ion Neculce);
Îmi era a scăpare de dânsul (Ion Creangă);
Și-am cântat din coasta mea […] de-a-ncălecare pe-o șa (Nichita Stănescu).
Infinitivul propriu-zis are desinențele -a, -e, -ea, -i și -î. Forma numită infinitiv lung are desinențele -are, -ére, -ere, -ire și -âre), provenite din infinitivul latinesc:
- CANTĀRE > cântare > a cânta;
- VIDĒRE > vedere > a vedea;
- BATTĔRE > batere > a bate;
- DORMĪRE > dormire > a dormi.

Infinitivul este marcat formal prin morfemul a, fără funcția caracteristică prepozițiilor în general, care nu se omite când se folosește altă prepoziție. Morfemul a este totuși omis în unele cazuri:
- în alcătuirea formelor verbale compuse (vezi exemple mai jos);
- în construcțiile relative subiective sau completive: n-are cine cânta, n-are unde cânta[4];
- în determinarea verbelor a putea (N-am putut dormi) și a avea: N-are ce face, N-am unde mă duce[5].

Redusa întrebuințare a construcției de tipul a + infinitiv lung (cf. Îmi era a scăpare de dânsul) se explică fie prin asimilarea de către infinitivul lung cu valoare substantivală, când apărea în contexte identice și îndeplinea funcții sintactice specifice numelui, fie prin înlocuirea cu infinitivul scurt, pe măsura dezvoltării ponderii verbale.

### Natura verbală și substantivală
Natura verbală a infinitivului constă în mai multe aspecte:
- Este prezent în forme verbale compuse: voi merge (viitor), aș merge (condițional-optativ prezent).
- În formă lungă, infinitivul se întrebuințează ca parte constitutivă a condiționalului-optativ prezent inversat și fără pronume-obiect[7]: Fire-ai să fii, Dare-ar dracu în tine, Închinare-aș și n-am cui[8].

- Poate fi folosit uneori în locul unor moduri predicative[4]:

- al conjunctivului: Se cuvine a preciza că..., Îmi vine a râde;
- al imperativului: A nu se răsturna!;
- al indicativului: Pretinde a ști totul.

- Determinările pe care le primește sunt specific verbale:

- subiect (același ca al verbului său regent): Noi putem veni cu tine;
- nume predicativ: Pot fi gata peste zece minute;
- complement de diverse specii: Pretinde a ști totul, Avem datoria de a lupta pentru dreptate.

- Nu poate avea atribut.

#### Predicativitatea infinitivului
În propozițiile principale monomembre, (Deșteptarea!, Răbdare!, Oprire!), infinitivul lung este interpretabil ca predicativ, în special pe baza echivalenței cu imperativul Infinitivul scurt se găsește într-o situație similară (A se agita!).
Altă posibilitate este aceea de a considera construcția infinitivală ca fiind eliptică de predicat: (Îți comand, ordon etc.) deșteptarea!, (Se recomandă) a se păstra (la rece)!.
În ceea ce privește propozițiile secundare, situația este ambiguă. Unii autori afirmă predicativitatea infinitivului:
1. din propozițiile infinitivale relative sau interogative indirecte (subiective ori completive directe), dependent de unul din verbele a avea, a fi, (rar) a ști, în structurile introduse printr-un conector subordonator în frază (Nu-i cine mă ajuta). În GRL 1966, vol. II, aceste structuri sunt considerate „construcții infinitivale relative”, având funcție de subiect dezvoltat sau de complement direct dezvoltat[13].
2. în situația în care subiectul (exprimat sau neexprimat) verbului la infinitiv diferă de subiectul verbului regent (Dorința de a i se întoarce fiul i s-a împlinit)[14].

Într-o altă opinie, infinitivul, deși satisface, în cadrul structurii la baza căreia stă, cerința formală și semantică a predicatului, nu funcționează totuși ca un predicat veritabil, deoarece nu asigură decât coeziunea termenilor la baza căreia stă, nu și capacitatea asertivă a acesteia, fapt pe baza căruia poate fi considerat un cvasipredicat sau un semipredicat.

#### Substantivizarea infinitivului
Atât în forma scurtă, cât și în forma lungă, infinitivul poate fi și substantiv, reprezentând numele acțiunii respective. Deși există verbe care nu acceptă infinitivul lung substantivizat, acestea sunt mai degrabă excepții rare. În forma scurtă, ca substantiv, infinitivul este precedat întotdeauna de morfemul a.
Fie prin derivare (lingvistică) postverbală, fie prin conversiune (în prezent există o dezbatere teoretică între lingviști), infinitivul lung trece în clasa lexico-gramaticală a substantivelor, având forme de caz, putându-se articula și putând fi determinat de adjectiv. Totuși, conform unor cercetări, infinitivul lung nominal (alături de alte nume de acțiuni, cu structură de supin sau participiu) are statut gramatical intermediar între substantiv și verb. Natura lui verbală se manifestă prin compatibilitatea la nivel sintactic și/sau semantic cu unii determinanți ai verbului, ca și prin natura referentului. 
Natura substantivală a infinitivului îi permite acestuia să îndeplinească sintactic funcția unor părți de propoziție pe care le poate îndeplini substantivul, fiind folosit cu prepoziții în cazul unor complemente:
- subiect: A munci e obligatoriu, Săvârșirea unei infracțiuni atrage consecințe juridice;
- atribut: obligația de a rezista, dorința de autodepășire;
- complement direct: Pot urca, Am auzit mișcare;
- complement indirect: capabil (de) a demonstra, capabilă de schimbare;
- complement circumstanțial de timp: A ieșit înainte de a termina lucrarea, El mănâncă înainte de culcare;
- complement circumstanțial de scop: A venit pentru a vorbi cu șeful, S-au pus spre dezbatere pe pagina Parlamentului;
- complement circumstanțial de mod: Scrie fără a se uita la tastatură, Scrie fără oprire.

Construcțiile cu prepozițiile în sau la + infinitivul sunt mai greoaie decât cele cu infinitivul lung al verbului, precedat de aceste prepoziții. După înainte de este recomandabilă folosirea infinitivului și nu a conjunctivului: Înainte de sosirea trenului (infinitiv lung) sau înainte de a sosi trenul (infinitiv scurt) și nu înainte să sosească trenul (conjunctiv).

##### Conversiune versus derivare
Din cauza cvasidispariției formelor și a construcțiilor verbale cu infinitivul lung, numeroase gramatici consideră că formele cu terminația -re constituie derivate substantivale, -re fiind un sufix substantival (o situație paralelă este interpretarea morfemelelor din construcția participiului (-at, -ut, -it/-ât) ca sufixe adjectivale). În contra acestei afirmații se află infinitivele lungi ale unor verbe de dată recentă, formate concomitent cu infinitivul scurt al acelorași verbe: disponibilizare, edictare, nominalizare vs. a disponibiliza, a edicta, a nominaliza.